# Rudolf Lantschbauer

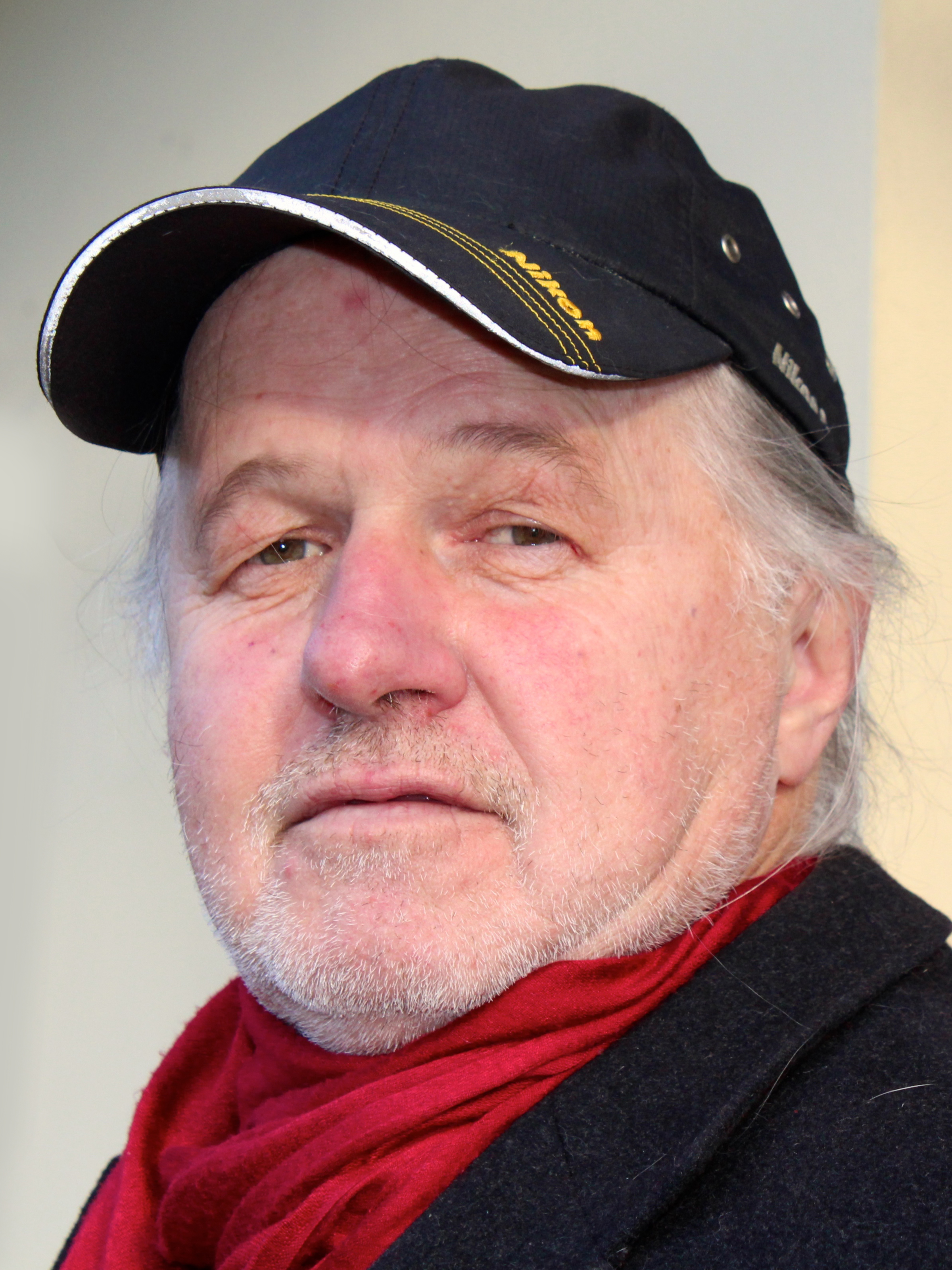
Rudolf Lantschbauer (2015)

Rudolf Lantschbauer (* 4. Februar 1954 in Graz) ist ein österreichischer Verleger, Herausgeber, Fotograf, Weinjournalist und Werbefachmann.

## Leben
Rudolf Lantschbauer besuchte von 1968 bis 1972 die Kunstgewerbeschule am Ortweinplatz in Graz. Am 1. März 1973 hat er als einer der Ersten in Österreich bei der Stellungskommission für den Präsenzdienst im Österreichischen Bundesheer den Wehrdienst verweigert. Am 1. April 1975 war der erste Termin den Zivildienst in Österreich anzutreten, bei dem er beim Roten Kreuz in Graz als einer von 10 steirischen Zivildienern seinen Wehrersatzdienst begann.
Seit 1976 arbeitet Lantschbauer selbständig als Werbefachmann. Von 1980 bis 1983 war er Berufsgruppenobmann der Kreativen Grafiker und Werbegestalter der Fachgruppe Werbung der Handelskammer Steiermark. Von 1989 bis 1996 arbeitete er an der Entwicklung und Durchführung der Vorbereitungsseminare für die Zulassungsprüfung des gebundenen Gewerbes Werbeagentur (Werbeberater und Werbungsmittler) in der Steiermark, Fachgruppe Werbung Steiermark. Von 1991 bis 1996 an der Konzeption, Entwicklung, Lehrinhalteplanung, Durchführung und Unterrichtsgestaltung des Grafik-Design-Colleges im Wirtschaftsförderungsinstitut der Steiermark.
Als außerordentlicher Hörer belegte Lantschbauer von 1980 bis 1981 zwei Semester Medienkundlicher Lehrgang an der Universität Graz, von 1981 bis 1984 vier Semester Bühnenbild an der Musikhochschule Graz und von 1992 bis 1993 drei Semester Markt- und Meinungsforschung an der Wirtschaftsuniversität Wien.
Mit Sitz in Graz gründete 1985 Rudolf Lantschbauer den Vinothek Verlag, der gleichzeitig das erste Weinbuch in Österreich herausgebracht hat. Das Verlagsprogramm umfasst heimische und internationale Wein- und Kochbücher und erhielt zahlreiche Auszeichnungen, zuletzt die „Goldene Traube“ der Wirtschaftskammer Steiermark am 28. Jänner 2015. Die 54 Wein- und Kochbücher wurden in sieben Sprachen übersetzt.

## Publikationen
- mit Alexander Strobl: Das Buch vom Steirischen Wein. Vinothek Verlag, Graz 1985, ISBN 3-900582-07-6, 1. Auflage
- mit Peter Chalupka: Das Schaufenster Handbuch – A Guide to Visual Merchandising. Vinothek Verlag, Graz 1986, ISBN 3-900582-06-8
- mit Sepp L. Barwirsch: Das Buch vom Steirischen Wein. Vinothek Verlag, Graz 1987 und 1990, ISBN 3-900582-07-6, 2. neu bearbeitete Auflage
- mit Sepp L. Barwirsch: Weinland Österreich. Vinothek Verlag, Graz 1989, ISBN 3-900582-08-4
- mit Sepp L. Barwirsch: Die Weine Kaliforniens. Hugendubel, München und Vinothek Verlag, Graz 1991, ISBN 3-88034-537-6
- Die Weine Burgenlands, Vinothek Verlag, Graz 1993, ISBN 3-900582-10-6
- Steiermark – Wein und Küche, Vinothek Verlag, Graz 1994, ISBN 3-900582-11-4
- Rust - Der Wein und die vier Jahreszeiten, Vinothek Verlag, Graz 1995, ISBN 978-3-900582-12-8
- Österreich – Wein und Küche, Vinothek Verlag, Graz 1998, ISBN 978-3-900582-12-8
- Weingut Feiler – Artinger, Vinothek Verlag, Graz 2001, ISBN 978-3-900582-16-6
- mit Gerhard Redl: Die Weinwelt des Barriques, Vinothek Verlag, Graz 2001, ISBN 978-3-900582-17-3
- Steirischer Wein – Steirische Küche, Vinothek Verlag, Graz 2003, ISBN 978-3-900582-20-3
- mit Ivan Gabrovec: Ausverkauft Vol. 1. Die erfolgreichsten Sales-Promotion und Verkaufsförderungsaktionen, Vinothek Verlag, Graz 2004, ISBN 978-3-900582-21-0
- mit Georges Spengler: Wachau – Wein und Kulinarisches, Vinothek Verlag, Graz 2004, ISBN 978-3-900582-22-7
- mit Georges Spengler: Burgenland – Wein und Kulinarisches, Vinothek Verlag, Graz 2005, ISBN 978-3-900582-24-1
- Rudolf Lantschbauer, Yulan Cai: China: Hainan – Tropical Paradise, Southsea Publishing (China) 2006, ISBN 978-3-900582-34-0
- mit Engelbert Tschech: Polenta – Eine regionale Besonderheit vieler Küchen, Vinothek Verlag, Graz 2008, ISBN 978-3-900582-30-2
- mit Sepp L. Barwirsch: Sauvignon Blanc, Steiermark und der Rest der Weinwelt – Styria and the rest of the wineworld, Vinothek Verlag, Graz 2008, ISBN 978-3-900582-36-4
- mit Yulan Cai: State of the Art of Winemaking, Vinothek Verlag, Graz 2009, ISBN 978-3-900582-35-7
- mit Yulan Cai: Tibet – Culinary Journey, China Tibetology Publishing House, 2012
- mit Peter Land: Peter Land: Vom Karate zum Kickboxen, Vinothek Verlag, Graz 2012, ISBN 3-900582-36-X
- mit Peter Glaser: Steirische Küche, Vinothek Verlag, Graz 2012, ISBN 978-3-900582-38-8
- mit Sepp L. Barwirsch, Gert Zechner: Meine Geschichte vom Steirischen Wein, Vinothek Verlag, Graz 2013, ISBN 978-3-900582-44-9
- mit Yulan Cai, Gernot Langes-Swarovski, Hubert de Villaine, Josef Umathum, Rainer Loaker, Silvia Tamberi: Organic Wines benefit humans, Vinothek Verlag, Graz 2015, ISBN 978-3-900582-45-6
- mit Yulan Cai, Gerhard Schuster: Gemeinsame Weinerlebnisse für Sehende, Sehbehinderte und Blinde Menschen. Text in Braille-Schrift geprägt. Vinothek Verlag, Graz 2016, ISBN 978-3-900582-46-3
- mit Yulan Cai, Kurt Schwarzenberger: Genesis of Terroir - History of Terroir and its Unique Taste in Wines. Vinothek Publishing House, Graz 2017, ISBN 978-3-900582-50-0

## Auszeichnungen
- 1991 Das Buch Die Weine Kaliforniens von Rudolf Lantschbauer und Sepp L. Barwirsch wurde von der Gastronomischen Akademie Deutschlands mit einer Silbermedaille ausgezeichnet
- 2004 Gourmand World Cookbook Awards, Stockholm (Schweden): Kategorie „Wine Guide-Tourism Books“: Gewinner Best Wine Book in the World für Wachau – Wein und Kulinarisches
- 2005 Gourmand World Cookbook Awards, Kuala Lumpur (Malaysia): Kategorie „Wine Guide-Tourism Books“: Gewinner Best Wine Book in the World für Burgenland – Wein und Kulinarisches
- 2007 Gourmand World Cookbook Awards, Beijing (China): Kategorie „Best Asian Cuisine“: Gewinner Best Cookbook in the World für China: Hainan – Tropical Paradise
- 2008 Gourmand World Cookbook Awards, Frankfurt (Deutschland): Kategorie „Best of the Best 1996-2008“: Gewinner Special Award of the Jury für China: Hainan – Tropical Paradise
- 2009 Gourmand World Cook- and Winebook Awards 2009, Paris (Frankreich): Kategorie „Best Wine Book“: 2. Platz Best Wine Book in the World für Sauvignon Blanc
- 2010 Gourmand World Cook- and Winebook Awards 2010, Paris (Frankreich): Kategorie „Best Wine Book“: Gewinner Best Wine Book in the World für State of the Art of Winemaking
- 2012 Gourmand Awards: The Best Cookbook and Winebooks of the Year, Paris (Frankreich): Kategorie „New World Wines“:  Gewinner Best Winebook in the World für Chinese Art – Chinese Wine
- 2012 Gourmand Cookbook and Winebook Awards: The Best Cookbook and Winebooks of the Year, Paris (Frankreich): Kategorie „Fund Raising Asia“: Gewinner Best Cookbook in the World für Tibet – Culinary Journey
- 2014 XIX Gourmand Awards, The best Cookbooks, Drink Books and Food Television of the Year 2013, Beijing (China): Kategorie „European Wines“: 2. Platz Best Wine Book in the World für Meine Geschichte vom Steirischen Wein
- 2014 XIX Gourmand Awards, The best Cookbooks, Drink Books and Food Television of the Year 2013, Beijing (China): Kategorie „Best Wine Literature Book“: Gewinner Best Wine Book in the World für Organic Wines benefit humans
- 2016 XXI Gourmand Awards, The best Cookbooks, Winebooks and Food Television of the Year 2015, Beijing (China): Gemeinsame Weinerlebnisse für Sehende, Sehbehinderte und Blinde Personen wurde mit der Aufnahme in die „Hall of Fame“ ausgezeichnet
- 2016 Gastronomische Akademie Deutschland (GAD), Ehrenpreis für ein aussergewöhnliches Weinbuch: Gemeinsame Weinerlebnisse für Sehende, Sehbehinderte und Blinde Personen
- 2017 XXII Gourmand Awards, The best Cookbooks, Winebooks and Food Television of the Year 2016, Yantai (China): Genesis of Terroir: „Special Award of the Jury – Wine“, Winner Best Wine Book in the World